# Hakan Yakin
Hakan Yakin (* 22. Februar 1977 in Basel, türkisch Hakan Yakın) ist ein ehemaliger Schweizer Fussballspieler und -trainer türkischer Abstammung. Er ist der Bruder von Murat Yakin und Halbbruder des ehemaligen Schweizer Fussballprofis Ertan Irizik. Neben der Schweizer Staatsangehörigkeit besitzt er auch die türkische. Deswegen spielte er während seiner Zeit bei Galatasaray Istanbul unter einheimischer Spielerlizenz. Yakin ist in Münchenstein aufgewachsen und hat seine Karriere nach der Saison 2012/13 beim Schweizer Challenge-League-Verein AC Bellinzona beendet.
Seine grössten Erfolge waren der Gewinn der Schweizer Meisterschaft und der Cup-Sieg mit dem FC Basel 2002, die Auszeichnung als Schweizer Fussballer des Jahres 2003 und 2008 sowie die Teilnahme an der EM 2004, WM 2006, EM 2008 und WM 2010 mit der Schweizer Fussballnationalmannschaft.

## Karriere

### Vereine
Die Karriere von Yakin begann 1994 bei Concordia Basel, wo er auch die Juniorenzeit durchlaufen hatte. 1995 wechselte er zum FC Basel, bei dem er sich aber noch nicht durchsetzen konnte. Deshalb wechselte er nach zwei Jahren weiter zum Grasshopper Club Zürich, leihweise zum FC St. Gallen und wieder zu GC. Erst im Jahre 2001 kehrte er zum FC Basel zurück.
Yakin war kurze Zeit bei den Vereinen Paris Saint-Germain, VfB Stuttgart und Galatasaray Istanbul, bis er im Juni 2005 beim BSC Young Boys in Bern als zentraler Mittelfeldspieler eingesetzt wurde. In der Saison 2007/08 wurde er mit den Young Boys mit 24 Toren Schweizer Torschützenkönig und mit 18 Vorlagen auch der beste Vorbereiter. Die Mannschaft wurde Vizemeister hinter dem FC Basel. Zur Saison 2008/2009 wechselte Yakin zum katarischen Meister Al-Gharafa. Während der Transferperiode verlor er seinen Stammplatz und wurde seither nicht mehr eingesetzt. Grund waren seine Verhandlungen mit dem Schweizer Verein Neuchâtel Xamax.
Im Juni 2009 unterschrieb Yakin einen Zwei-Jahres-Vertrag beim FC Luzern. Am 4. Oktober 2011 gab der FC Luzern bekannt, dass der Vertrag mit Yakin, der gleichzeitig seine Nationalmannschaftskarriere beendete, im gegenseitigen Einvernehmen vorzeitig zum 31. Dezember 2011 aufgelöst worden sei. Ab dem 1. Januar 2012 setzte Yakin seine Karriere bei der AC Bellinzona fort, wo er einen Vertrag über sechs Jahre – als Spieler und Botschafter – unterschrieb. Sein Debüt für den Club gab er am 26. Februar 2012 beim 2:0-Heimsieg gegen Stade Nyonnais. Allerdings wurde die AC Bellinzona nach der Saison 2012/13 wegen finanzieller Probleme in die 1. Liga Promotion zwangsrelegiert. Sie startete die neue Saison ohne Yakin und liess diesen über seine Zukunft im Ungewissen. Yakin entschied sich, seine Karriere als Profifussballer zu beenden. Am 17. September 2013 nahm das Konkursamt Bellinzona die Mannschaften der AC Bellinzona aus dem Meisterschaftsbetrieb.

### Nationalmannschaft
Yakin gab sein Debüt in der Nationalmannschaft im Jahr 2000. Für die Schweizer Nationalmannschaft bestritt er 87 Länderspiele und erzielte dabei 20 Tore. Nationaltrainer Köbi Kuhn hatte ihn zunächst nicht für die Fussball-Weltmeisterschaft 2006 nominiert, er gab als Begründung dafür konditionelle und charakterliche Mängel an. Als sich Johan Vonlanthen jedoch verletzte, rückte Yakin in das Aufgebot nach. Er kam dreimal zum Einsatz.
Bei der Fussball-Europameisterschaft 2008 in Österreich und der Schweiz stand Yakin erneut im Aufgebot der Schweiz. Er schoss alle drei Tore für die Schweizer Nationalmannschaft in diesem Turnier und ist damit der erste Schweizer, der mehr als ein Tor an einer EM schoss. Dadurch erlangte er in der Leistungsstatistik der UEFA sogar einen Platz im Team der Vorrunde.
Am 4. Oktober 2011 gab Yakin seinen Rücktritt aus der Nationalmannschaft bekannt. Als Grund nannte er, dass er sich voll auf die Arbeit in seinem Verein konzentrieren und seinen Platz für jüngere Spieler räumen wolle.

### Trainer
Yakin trainierte nach seiner Karriere als Spieler zunächst ab 2014 die U-15 des FC Zug 94. Von dort wechselte er zum 1. Januar 2016 zum FC St. Gallen, bei dem er zunächst Trainer der U-18 war. In der zweiten Jahreshälfte 2016 trainierte er die U-21 des Vereins.
Von Anfang 2017 bis Ende der Saison 2021/22 war er Assistenztrainer von Martin Andermatt beim FC Schaffhausen.
In der Saison 2022/23 war er Cheftrainer beim FC Schaffhausen, nachdem er die provisorische Lizenz des Schweizerischen Fussballverbandes erhalten hatte. Im Mai bat er zwei Runden vor Saisonende um die sofortige Auflösung seines Vertrags. Der Verein lag zu dieser Zeit auf dem 7. Tabellenrang. Im Oktober 2023 übernahm Yakin den Cheftrainerposten beim abstiegsgefährdeten türkischen Erstligisten İstanbulspor. Nach rund drei Monaten wurde das Arbeitsverhältnis im gegenseitigen Einvernehmen aufgelöst. Im März 2025 wurde er als Nachfolger von Ciriaco Sforza erneut Cheftrainer beim FC Schaffhausen.

### Erfolge/Titel
Mit seinen Vereinen 
- Schweizer Meister: 2001, 2002
- Schweizer Cupsieger: 2002, 2003
- Uhrencupsieger: 2003, 2007
- Türkischer Pokal: 2005

 Persönliche Auszeichnungen 
- Fussballer des Jahres in der Schweiz: 2003, 2008
- Schweizer Torschützenkönig: 2008

## Persönliches
Yakin ist verheiratet und hat sechs Kinder.

## Bilder

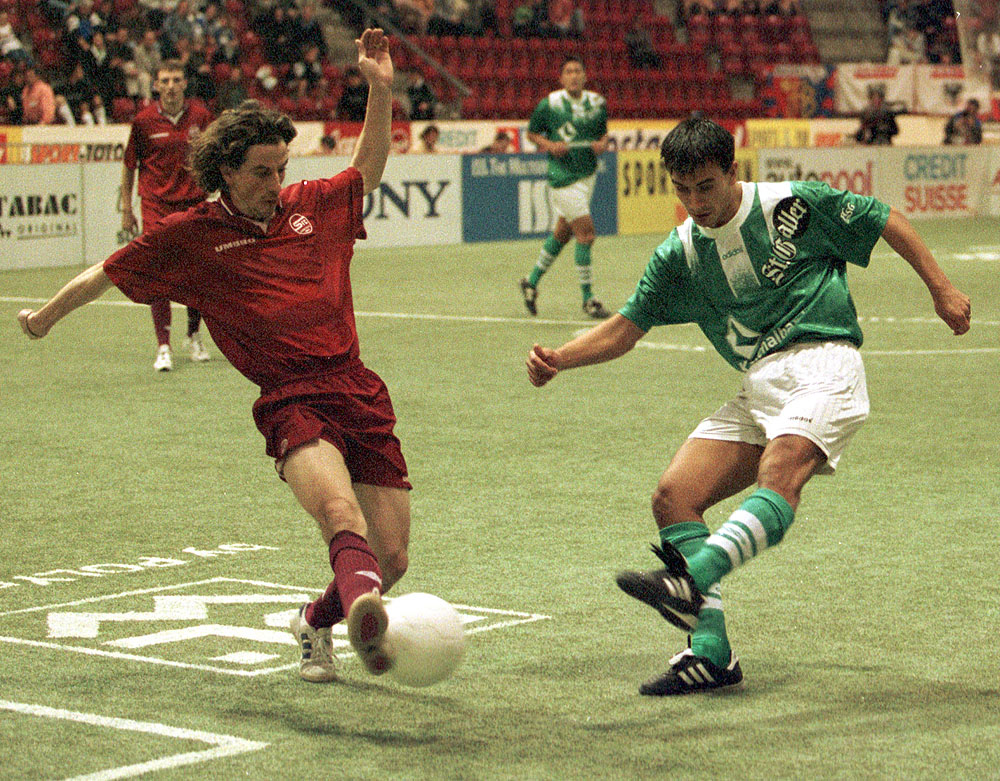
Hakan Yakin beim Hallenmasters-Final 1998 für St. Gallen
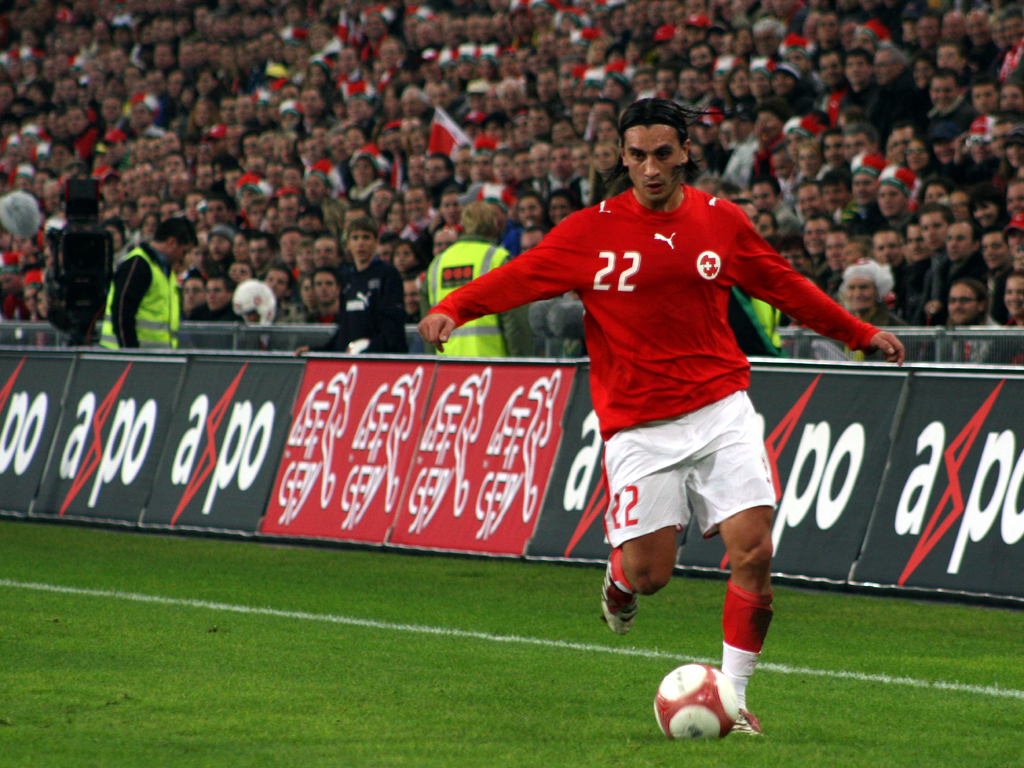
Yakin bei Schweiz – Brasilien
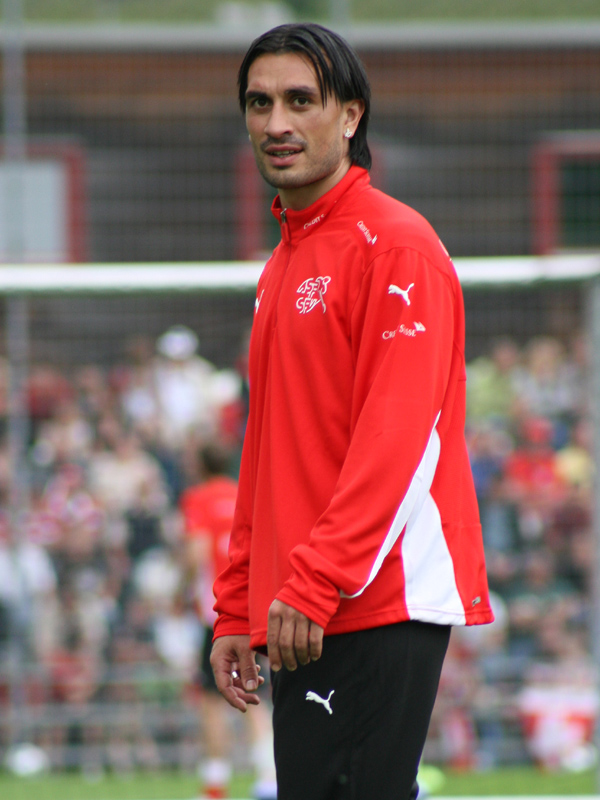
Yakin im Trainingslager der Schweizer Nati vor der Euro 08
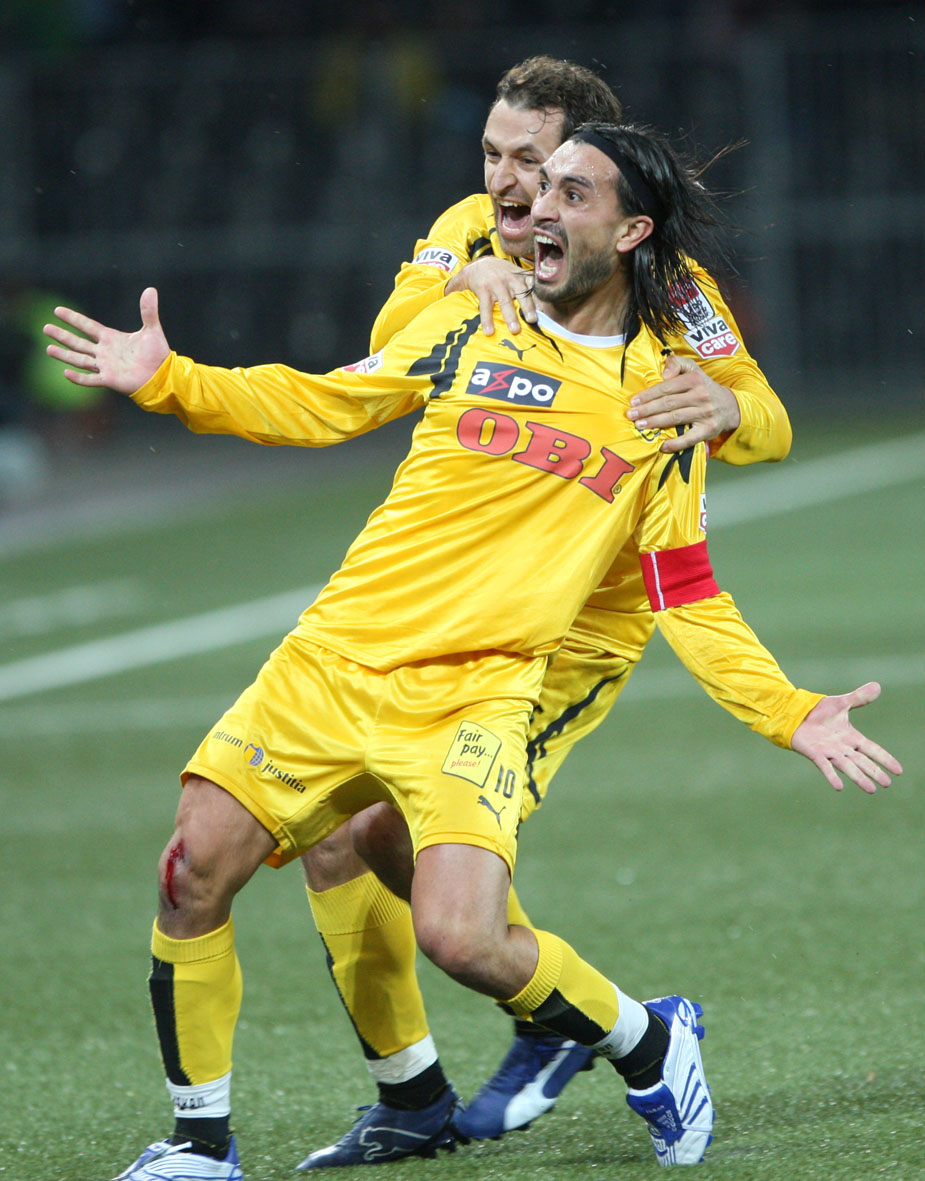
Yakin im Trikot der BSC Young Boys